# Sublevación de la ESMA de 1972
La sublevación de la ESMA de 1972 fue una sublevación militar, realizada en la Escuela de Suboficiales de Mecánica de la Armada en Argentina, el 16 y 17 de noviembre de 1972, durante la dictadura autodenominada Revolución Argentina, en apoyo a Juan Domingo Perón, que ese día volvió al país, luego de dieciocho años de exilio y proscripción. El levantamiento fue liderado por el entonces guardiamarina Julio César Urien y tuvo como fin evidenciar que en las Fuerzas Armadas aún quedaban militares peronistas. El hecho integra el movimiento histórico conocido como la Resistencia peronista (1955-1973).

## Contexto
En 1955, fue derrocado el presidente constitucional Juan Domingo Perón, tomando el poder una dictadura que tuvo como fin desperonizar a la población. En 1956, un levantamiento militar peronista, liderado por el general Juan José Valle, fue reprimido por medio de fusilamientos públicos y clandestinos. Durante los siguientes dieciocho años se sucedieron gobiernos dictatoriales o de legitimidad limitada, que no podían estabilizarse en el poder debido a la resistencia con que la ciudadanía peronista respondió a su proscripción. En 1966, se había instalado una dictadura de tipo permanente, autodenominada Revolución Argentina y liderada por el general Juan Carlos Onganía, que desencadenó un estado insurreccional generalizado, por medio de puebladas y acciones guerrilleras, que llevaron a la caída de Onganía en 1970. 
Frente a esa situación, la dictadura liderada por el general Alejandro Agustín Lanusse, aceptó el reingreso del peronismo a la vida política e intentó una salida electoral controlada por los militares, denominada Gran Acuerdo Nacional. Perón por su parte, en diálogo con el expresidente Arturo Frondizi y el líder de la Unión Cívica Radical del Pueblo Ricardo Balbín, impulsó una salida electoral civil, sin tutelaje militar. La puja entre Lanusse y Perón alcanzó su pico en julio de 1972, cuando Lanusse declaró por los medios de comunicación, que no había causas contra Perón en Argentina y que si no volvía era porque "no le daba el cuero". Al mes siguiente, el Movimiento Nacional Peronista tomó la decisión de iniciar el Operativo Retorno, bajo la dirección de Juan Manuel Abal Medina y la consigna "Luche y vuelve". 
La vuelta de Perón se concretó finalmente el 17 de noviembre de 1972. Pese a que la dictadura prohibió que la población lo recibiera, cientos de miles de personas se movilizaron ese día, considerado desde entonces, en la cultura peronista, como Día de la Militancia. Ese mismo día, se produciría la sublevación de la ESMA.
Perón permanecería en Argentina casi un mes, en cuyo transcurso se concretó el histórico abrazo de reconciliación nacional con Balbín, acordó coincidencias programáticas con todas las fuerzas políticas, la CGT y la CGE, derrotando al Gran Acuerdo Nacional de Lanusse. Simultáneamente formó el Frente Justicialista de Liberación Nacional (Frejuli) con el cual el peronismo alcanzaría la victoria en las elecciones generales del 11 de marzo de 1973.

## Los hechos
A las 8 de la noche del 16 de noviembre de 1972 el guardamarina Julio César Urien se reúne en la cuadra de su compañía con trece suboficiales y los dragoneantes que estaban a cargo de los pelotones, para tomar la decisión final de dar comienzo a la sublevación. En total treinta hombres. Todos menos uno deciden iniciarla. Salvo Urien, todo el resto está desarmado, porque el día anterior los jefes de la ESMA, alertados de la sublevación, habían detenido a dos complotados y retirado todas las armas y las habían depositado en el piso superior.
Al llegar a la guardia central, los sublevados encontraron resistencia. El cabo Juan Luis Contreras, ajeno a la insurrección, cayó muerto.
Urien decide entonces ir al Casino de Oficiales a averiguar si los detenidos habían hablado y da la orden a los suboficiales de continuar con la toma de la Escuela si no volvía en una hora. Cuando se estaba dirigiendo al Casino, Urien es detenido y alojado en la Guardia Central. Los suboficiales continuaron la sublevación y en poco tiempo habían tomado la mayor parte de la Escuela, las arma, las guardias y las puertas. Para entonces unos 300 marinos se habían sumado al levantamiento. Los marinos sublevados intentaron negociar con los oficiales la entrega de su jefe, Julio Urien, pero la negociación no fue posible.
Los hombres decidieron continuar el plan original, que consistía en dirigirse hacia la plaza de Lomas de Zamora, donde se unirían a las columnas de Montoneros. Pero el supuesto marino que debía obrar como contacto con Montoneros, era un espía de la Aeronáutica, razón por la cual la organización guerrillera nunca se hizo presente en Lomas de Zamora. Poco después, a eso de las 4 de la mañana del día 17 de noviembre, rodeados por tanques, los sublevados se rendían en Lomas de Zamora.
Junto a Urien, formaron parte de la sublevación el teniente de navío Carlos Lebrón, los guardiamarinas Aníbal Acosta, Ricardo Luis Hirsch, Mario Actis y Mario Galli, el suboficial Eduardo Maunet , el cabo José Fernando Aredes y el cabo segundo Juan Domingo Tejerino,  entre otros.

## Consecuencias
Los marinos sublevados fueron beneficiados con la Ley de Amnistía sancionada por el Congreso Nacional el 27 de mayo de 1973.
Tres semanas después de la muerte del presidente Perón, su sucesora en el cargo María Estela Martínez de Perón dictó el Decreto N° 281 del 24 de julio de 1974, disponiendo la baja obligatoria de los sublevados. Galli y Tejerina, fueron detenidos-desaparecidos mientras que Lebrón, resultó asesinado en 1975. Varios años después Urien, Hirsch, Acosta ,Aredes y Actis, recurrieron a la Corte Interamericana de Derechos Humanos, en cuyo ámbito el gobierno argentino dispuso la restitución del estado militar de los nombrados.